# Chilapa de Álvarez
Chilapa de Alvarez là một đô thị thuộc bang Guerrero, México. Năm 2005, dân số của đô thị này là 105146 người.